# Carnaval de São José do Rio Preto
O Carnaval de São José do Rio Preto é um evento cultural que acontece anualmente e tem como ponto alto os desfiles de escola de samba, na Avenida Duque de Caxias, s/n, de frente ao Complexo Swift. O desfile que reúne as escolas de samba da cidade, além de blocos carnavalescos. A Secretaria Municipal de Cultura é responsável pela realização dos desfiles e também pela eleição do Rei Momo e da Rainha.

## Campeãs
Lista de campeãs do Carnaval de São José do Rio Preto.

| Ano                                                                        | Campeã                                                                     | Enredo                                                                          | Ref.  |
| -------------------------------------------------------------------------- | -------------------------------------------------------------------------- | ------------------------------------------------------------------------------- | ----- |
| 1977                                                                       | Grupo X                                                                    |                                                                                 | [ 1 ] |
| 1981                                                                       | Toca Fácil                                                                 |                                                                                 | [ 1 ] |
| 1982                                                                       | Águia Negra                                                                |                                                                                 | [ 1 ] |
| 1983                                                                       | Império do Sol                                                             | Brilham estrelas no céu                                                         | [ 1 ] |
| 1987                                                                       | Império do Sol                                                             | Caça aos Marajás                                                                | [ 1 ] |
| 1991                                                                       | Unidos da Boa Vista                                                        | Os Loucos da História                                                           | [ 1 ] |
| 1992                                                                       | Unidos da Boa Vista                                                        | A Vida é um Sonho                                                               | [ 1 ] |
| 1993                                                                       | Tigre Dourado                                                              |                                                                                 | [ 1 ] |
| 1996                                                                       | Pérola Negra                                                               | Do fundo do mar renasce a pérola                                                | [ 1 ] |
| 1997                                                                       | Tigre Dourado                                                              |                                                                                 | [ 1 ] |
| 1998                                                                       | Império do Sol                                                             | Novela, uma paixão bem brasileira                                               | [ 1 ] |
| 1999                                                                       | Tigre Dourado                                                              |                                                                                 | [ 1 ] |
| 2000                                                                       | Unidos da Boa Vista                                                        |                                                                                 | [ 1 ] |
| 2001                                                                       | Unidos da Boa Vista                                                        | Birigui, O Guerreiro                                                            | [ 1 ] |
| 2002                                                                       | Unidos da Boa Vista                                                        | Palestra, 70 anos de Glória                                                     | [ 1 ] |
| 2003                                                                       | Unidos da Boa Vista                                                        | O Mundo das Cores                                                               | [ 1 ] |
| 2004                                                                       | Unidos da Boa Vista                                                        | História da Nossa História                                                      | [ 1 ] |
| 2005                                                                       | Unidos da Boa Vista                                                        | O Mundo Encantado da Criança                                                    | [ 1 ] |
| 2006                                                                       | Unidos da Boa Vista                                                        | A História do Futebol nas Terras dos Homens Maus: Texas Futebol Clube - 60 anos | [ 1 ] |
| Em 2007 e 2008 houve desfile mas sem competição entre as Escolas de Samba. | Em 2007 e 2008 houve desfile mas sem competição entre as Escolas de Samba. | Em 2007 e 2008 houve desfile mas sem competição entre as Escolas de Samba.      | [ 1 ] |
| Em 2009 e 2010 não houve desfile das Escolas de Samba.                     | Em 2009 e 2010 não houve desfile das Escolas de Samba.                     | Em 2009 e 2010 não houve desfile das Escolas de Samba.                          | [ 1 ] |
| 2011                                                                       | Acadêmicos de Rio Preto                                                    | Paulo Moura, de Rio Preto para o Mundo                                          | [ 2 ] |
| Em 2012 houve desfile mas sem competição entre as Escolas de Samba.        | Em 2012 houve desfile mas sem competição entre as Escolas de Samba.        | Em 2012 houve desfile mas sem competição entre as Escolas de Samba.             | [ 3 ] |
| Em 2013 não houve desfile das Escolas de Samba.                            | Em 2013 não houve desfile das Escolas de Samba.                            | Em 2013 não houve desfile das Escolas de Samba.                                 | [ 4 ] |
| Em 2014 houve desfile mas sem competição entre as Escolas de Samba.        | Em 2014 houve desfile mas sem competição entre as Escolas de Samba.        | Em 2014 houve desfile mas sem competição entre as Escolas de Samba.             | [ 5 ] |
| 2015                                                                       | Império do Sol                                                             | Novela - Produto Brasileiro de Exportação                                       | [ 6 ] |
| 2016                                                                       | Império do Sol                                                             | Terra - Planeta Água                                                            | [ 7 ] |
| Em 2017 não houve desfile das Escolas de Samba.                            | Em 2017 não houve desfile das Escolas de Samba.                            | Em 2017 não houve desfile das Escolas de Samba.                                 | [ 8 ] |
| 2018                                                                       | Unidos da Boa Vista                                                        | O Último Flash                                                                  | [ 9 ] |